# Modulbaserade tätningssystem
Modulbaserade tätningssystem består vanligtvis av en rektangulär eller rund ram av metall eller plast samt en uppsättning tätningsmoduler av gummi. Tätningssystemen används där kablar eller rör dras genom öppningar i konstruktioner. Det främsta syftet med dem är att skydda människor och utrustning från vatten, eld, gas, smuts och skadedjur. 
Ett exempel är Roxtecs tätningssystem för rör- och kabelgenomföringar som består av ram, anpassningsbara moduler och en kompressionsenhet som kallas wedge.
Multidiameter är en annan teknisk lösning från Roxtec som bygger på att varje tätningsmodul i en rör- och kabelgenomföring har tunna lager av gummi som går att skala av för anpassning till olika dimensioner på kablar och rör.